# Yuval Freilich
Yuval Shalom Freilich (24 gennaio 1995) è uno schermidore israeliano, specializzato nella spada. Ha vinto una medaglia d'oro nella spada maschile agli Europei di scherma 2019.

## Palmarès
- Europei

Düsseldorf 2019: oro nella spada individuale.
Adalia 2022: argento nella spada a squadre.